# Passion de la manche coupée
 (février 2018).
Si vous disposez d'ouvrages ou d'articles de référence ou si vous connaissez des sites web de qualité traitant du thème abordé ici, merci de compléter l'article en donnant les références utiles à sa vérifiabilité et en les liant à la section « Notes et références ».
L'expression « passion de la manche coupée » (断袖之癖 duàn xiù zhī pǐ, ou 切袖的激情, qiè xiù de jīqíng), née vers le Ier siècle av. J.-C. en Chine, désigne un ancien mythe chinois qui raconte l'amour homosexuel entre l'empereur Han Aidi et son favori Dong Xian. Ce terme est depuis devenu un euphémisme de l'amour entre hommes en Chine.

## Le mythe

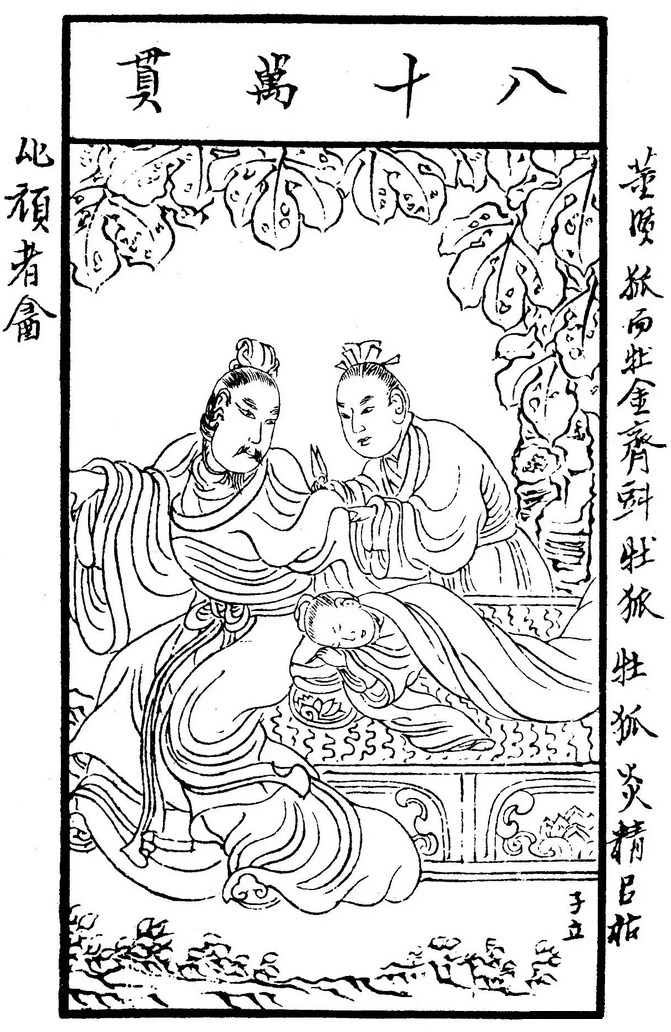
Han Aidi et Dong Xian

L'histoire raconte que le jeune empereur Han Aidi (27 av. J.-C. - 1 av. J.-C.) (de son vrai nom Liú Xīn), de la dynastie Han, tomba amoureux de Dong Xian, un de ses officiers. L'empereur lui octroya alors un grand pouvoir politique et militaire, et un magnifique château. D'après la légende, un jour où les deux hommes dormaient ensemble, l'empereur fut réveillé de son sommeil à cause d'affaires urgentes. Dong Xian s'était endormi sur la manche du peignoir de l'empereur, mais celui-ci, ne voulant pas réveiller son amant, préféra couper sa manche,  d'où l'expression manche coupée.

## Contexte historique
La Chine a une très longue histoire de tolérance envers l'homosexualité, les premières références de son acceptation remontant à l'époque de la dynastie Shang (XVIe siècle av. J.-C.). Ce n'est qu'avec l'introduction des idées occidentales à partir du XIXe siècle que cette tolérance prend fin.  

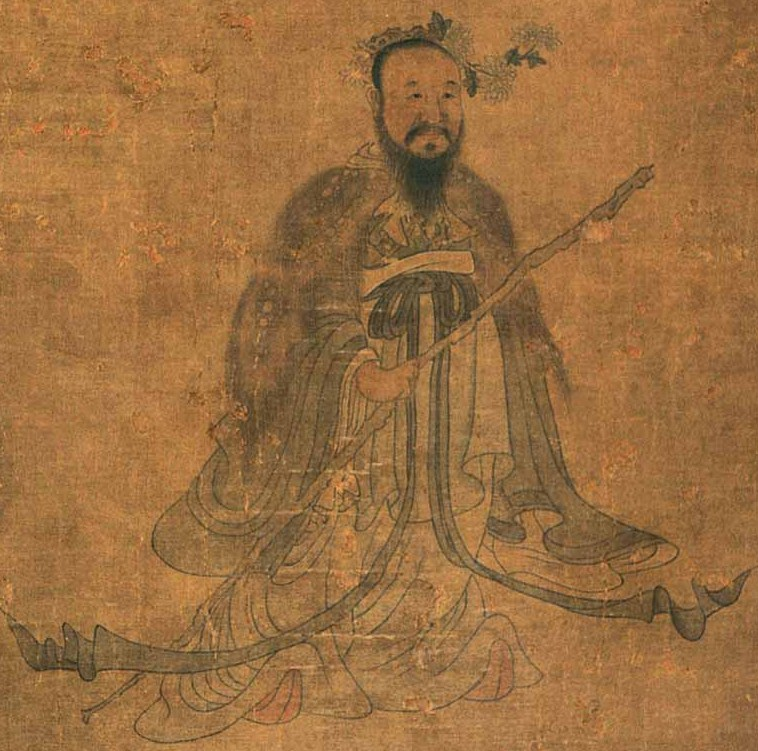
Le poète Qu Yuan

Qu Yuan, un poète très admiré de l'époque des Royaumes Combattants (340-278 avant J.C) écrivait des poèmes à son amant, le roi de Chu. Des documents historiques comme le Shiji (Mémoires du Grand Historien) de Sima Qian, et les archives exhaustives de la dynastie Han, listent les noms des favoris des empereurs.
Durant la dynastie Han de l'Ouest (206-23 avant J.C), dix des treize empereurs avaient des amants en plus des femmes et concubines obligatoires à l'époque. Sima Qian écrit que les favoris étaient très souvent plus admirés par leur habileté à la guerre, leur administration ou leur culture, que pour leur beauté.
Durant la période de désunion (265-589 après J.C), lors de laquelle six dynasties ont régné et se sont succédé, les historiens de la Dynastie Song du Sud affirment dans leurs archives que l'homosexualité était aussi commune que l'hétérosexualité. 
Lors de la dynastie Song (920-1279), l'augmentation de l'urbanisation et l'introduction de la monnaie de papier provoquent un accroissement de la prostitution. Une loi est alors créée, proscrivant la prostitution masculine, mais elle n'est pas strictement appliquée. De plus, les classes marchandes, de plus en plus riches, prennent plaisir à dépenser leur argent dans des fêtes avec de jeunes courtisans.
En 1740, pendant le règne de la dynastie Qing (1644-1911), le gouvernement fait passer la première loi contre l'homosexualité. Elle est punissable d'un mois de prison et de cent coups de bâton, la punition la moins sévère du code pénal. C'est une époque de répression sexuelle pendant laquelle seuls les acteurs (étant au plus bas de l'échelle sociale) jouissent d'une certaine liberté dans leur vie sexuelle. C'est en fait la croissance de la popularité du néoconfucianisme, qui impose des règles sévères sur les comportements des hommes et des femmes, qui en est la cause.
Avec la fin de l'empire de Chine vient la fin de la tolérance. La Révolution culturelle a lieu entre 1966 et 1976, période durant laquelle les homosexuels sont victimes de persécutions. L'homosexualité est considérée comme une maladie mentale, et ce jusqu'en 2001. De nos jours, l'homosexualité est encore un thème tabou dans la société chinoise.
En ce qui concerne les relations homosexuelles entre femmes, de nombreux documents en prouvent également l'existence et l'acceptation. Ils sont cependant bien moins nombreux que ceux concernant les hommes, à cause de la situation d'inégalité et d'isolement dont souffrent les femmes. Néanmoins l'homosexualité féminine n'est pas rare : par exemple, la femme d'un homme a des relations avec la concubine de celui-ci. Ces relations fascinent les éroticistes et ont inspiré de nombreux tableaux lors de la dynastie Qing.